# Alfonso Bonilla Aragón nemzetközi repülőtér
Az Alfonso Bonilla Aragón nemzetközi repülőtér, korábbi nevén Palmaseca nemzetközi repülőtér (IATA: CLO, ICAO: SKCL) egy nemzetközi repülőtér Kolumbiában Palmira közelében. Éves utasforgalma 7 217 373 fő (2022).

## Légitársaságok és úticélok
2023-ban a Alfonso Bonilla Aragón nemzetközi repülőtérről az alábbi járatok indulnak:

A belföldi célállomások térképe

### Személy
| Légitársaság      | Célállomások |
| ----------------- | --- |
| American Airlines | Miami |
| Avianca           | Barranquilla, Bogotá, Cartagena, Madrid, Medellín–JMC, Miami, New York-JFK, Santa Marta Szezonális: San Andrés Island |
| Avianca Express   | Pasto |
| Copa Airlines     | Panama City–Tocumen                                                                                                   |
| EasyFly           | Bogotá, Florencia, Guapi, Medellín–JMC, Neiva, Pasto, Puerto Asis, Quibdó, Tumaco, Villavicencio                      |
| JetSmart Chile    | Antofagasta, Santiago de Chile                                                                                        |
| LATAM Colombia    | Bogotá, Cartagena, Medellín–JMC, Pasto, San Andrés Island, Santa Marta                                                |
| Satena            | Florencia, Guapi, Ipiales, Puerto Leguízamo, Tumaco                                                                   |
| Spirit Airlines   | Fort Lauderdale |
| TAC               | Timbiquí |
| Wingo             | Aruba, Bogotá, Cancún, Panama City–Tocumen                                                                            |

### Cargo
| Légitársaság         | Célállomások        |
| -------------------- | ------------------- |
| Aerosucre            | Bogotá              |
| Avianca Cargo        | Medellín-JMC, Miami |
| LATAM Cargo Colombia | Miami               |

## Forgalom
Az utasforgalom az elmúlt években az alábbi módon változott:
| Utasok száma | 2 148 328 | 2 321 649 | 2 418 644 | 3 311 674 | 3 699 236 | 4 700 764 | 5 122 389 | 4 870 311 | 1 955 998 | 7 217 373 |
|              | 2004      | 2006      | 2008      | 2010      | 2012      | 2014      | 2016      | 2018      | 2020      | 2022      |

## Kifutópályák
A repülőtér futópályái:
- 02/20 (3000 m, 45 m, aszfalt)